# 東勢神社
24°14′54″N 120°50′12″E / 24.248195°N 120.836540°E
東勢神社為台灣日治時期臺中州東勢街的神社，於1937年落成。現址位於臺中市東勢區的東勢高工舊校區。

## 介紹
東勢神社於1936年12月26日舉行地鎮祭動工，於1937年7月30日舉行鎮座祭落成啟用，其社格最初為無格社，於1945年7月20日升格為鄉社，位於臺中州東勢郡東勢街東勢字上新288番地，祭神為天照大神、北白川宮能久親王、大己貴命、大山祗神（山神）、彌都波能賣神（水神）。東勢神社位於東勢市區東南方約一公里的山丘上，南側有大甲溪支流石角溪流經，向西北可眺望東勢市區及新社河階台地。東勢神社的參道上當時種有白色櫻花，神苑則種有梅花和緋櫻。
二戰後，於1946年在東勢神社原址上設立了「東勢工業技術講習班」，即現今東勢高工前身。東勢高工在1999年九二一大地震因校舍受損，於2004年遷校。東勢高工舊校區內仍有保留原東勢神社參道與狛犬。

## 社掌
| 姓名       | 任期         | 備註               |
| ---------- | ------------ | ------------------ |
| 種子田千春 | 1939至1941年 | 由豐原神社社掌兼任 |
| 松本清信   | 1941至1945年 | 由田中神社社掌轉任 |